# Ray Wilkins
Raymond ("Ray") Colin Wilkins MBE (Hillingdon, 14 september 1956 – Tooting,  4 april 2018) was een  betaald voetballer uit Engeland, die als middenvelder speelde. Hij speelde clubvoetbal in onder meer Engeland, Schotland, Frankrijk en Italië.

## Clubcarrière
De middenvelder, bijgenaamd Butch, werd in 1974 als 18-jarige aanvoerder van Chelsea, de club waar hij sinds zijn jeugd speelde. Behalve voor de club uit Londen speelde hij ook onder meer voor Manchester United en Glasgow Rangers, Paris Saint-Germain en Queens Park Rangers. Engelse voetbalfans herinneren Wilkins aan zijn boogballetje in de finale van de strijd om de FA Cup van 1983, waarmee hij Manchester United naar de winst leidde.
In 1984 tekende hij samen met landgenoot Mark Hateley een contract bij AC Milan, waarmee zij de eerste Engelsen werden bij de Rossoneri. Wilkins speelde er tot 1987 en was voorloper van het Nederlandse trio Ruud Gullit, Marco van Basten en Frank Rijkaard.

## Interlandcarrière
Wilkins speelde 84 keer voor de nationale ploeg van Engeland, en scoorde drie keer in de periode 1976-1986. Hij maakte zijn debuut op 28 mei 1976 in de vriendschappelijke wedstrijd tegen Italië (3-2), tijdens een drielandentoernooi in de Verenigde Staten. Ook doelman Joe Corrigan van Manchester City maakte in dat duel zijn debuut. Wilkins nam met Engeland deel aan het EK voetbal 1980 en aan twee WK-eindronden: in 1982 en 1986. Hij droeg tien keer de aanvoerdersband namens Engeland. Ook was hij in 1986 de eerste Engelsman die bij een WK-eindronde van het veld werd gestuurd. In het groepsduel met Marokko kreeg hij het aan de stok met de Paraguayaanse arbiter Gabriel González. De scheidsrechter kreeg de bal vervolgens tegen zich aangegooid. Dat ging per ongeluk, zo stelde Wilkins na afloop. Befaamd is ook zijn treffer bij het EK van 1980 tegen de latere finalist België. De 'meester van de boogbal' omzeilde daarbij de Belgische buitenspelval met een lobje en deed dat oog-in-oog met doelman Jean-Marie Pfaff nog eens dunnetjes over.
| Interlanddoelpunten | Interlanddoelpunten | Interlanddoelpunten | Interlanddoelpunten      | Interlanddoelpunten | Interlanddoelpunten | Interlanddoelpunten | Interlanddoelpunten |
| #                   | Datum               | Locatie             | Wedstrijd                | Goal(s)             | Score               | Uitslag             | Wedstrijd           |
| ------------------- | ------------------- | ------------------- | ------------------------ | ------------------- | ------------------- | ------------------- | ------------------- |
| 1                   | 13 juni 1979        | Wenen               | Oostenrijk – Engeland    | 64'                 | 3 – 3               | 4 – 3               | Oefenduel           |
| 2                   | 12 juni 1980        | Turijn              | België – Engeland        | 26'                 | 0 – 1               | 1 – 1               | EK-eindronde        |
| 3                   | 23 februari 1982    | Londen              | Engeland – Noord-Ierland | 85'                 | 3 – 0               | 4 – 0               | Home Championship   |

## Trainersloopbaan
Na zijn actieve loopbaan stapte hij het trainersvak in. Wilkins fungeerde tweemaal als interim-coach bij Chelsea, de club waar hij zijn profcarrière begon in 1973. Van september 2014 tot februari 2015 was Wilkins bondscoach van Jordanië en nam hij met het land deel aan het Aziatisch kampioenschap 2015, waar het werd uitgeschakeld in de groepsfase. In juni 2015 werd Wilkins aangesteld bij Aston Villa als assistent van trainer Tim Sherwood. Daarna ging hij aan de slag als voetbalanalyticus bij Sky Sports. Wilkins werd in 2013 opgenomen in de Engelse Football Hall of Fame.

## Overlijden
Op 30 maart 2018 werd hij thuis getroffen door een hartaanval, waarna hij in kritieke toestand in een ziekenhuis werd opgenomen. Hij overleed enkele dagen later op 61-jarige leeftijd. Er kwam meteen een herdenkingsplek. 

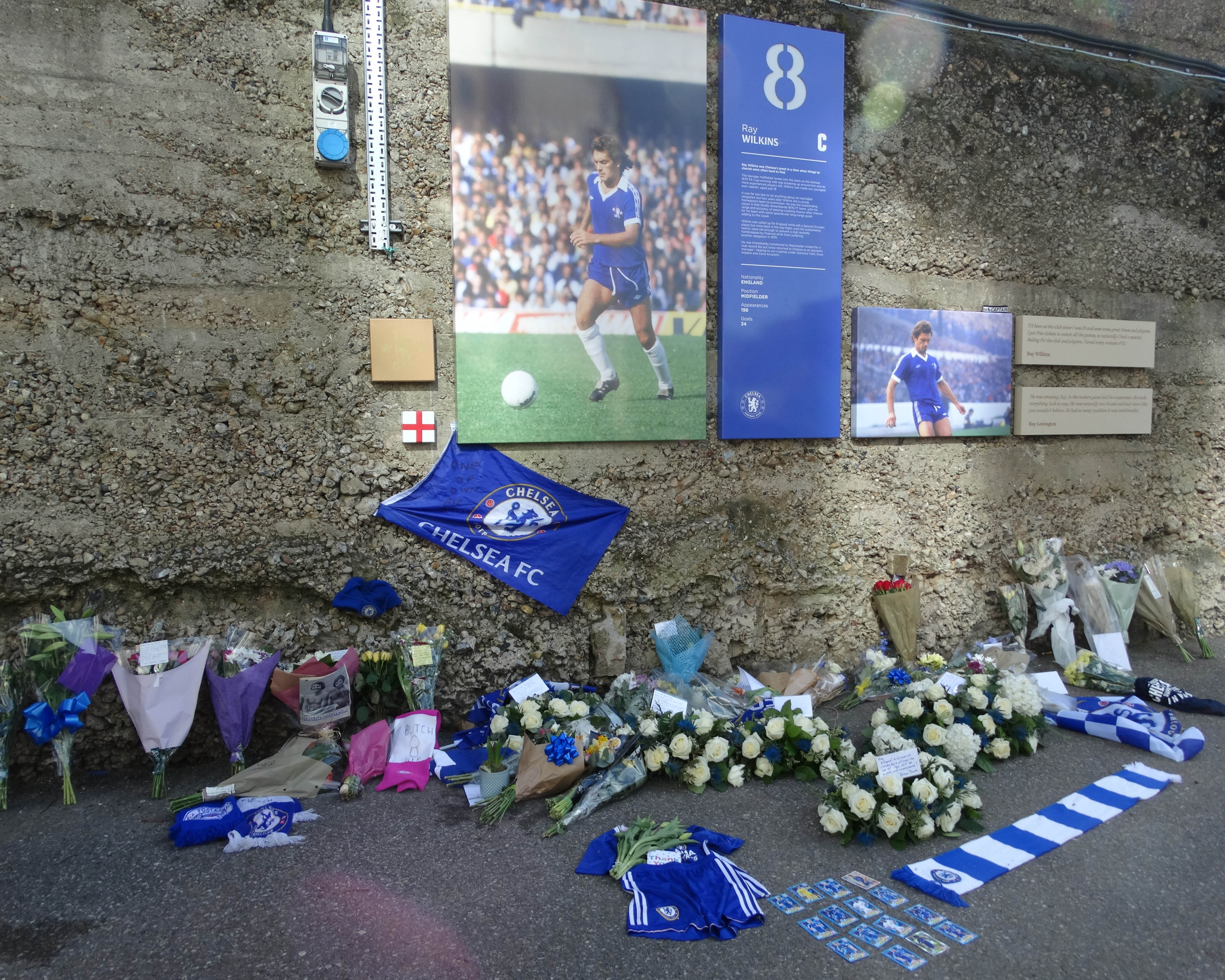
Herdenkingsmuur bij stadion Stamford Bridge

.

## Erelijst
Manchester United
- FA Cup

1983
- Charity Shield

1983
 Glasgow Rangers
- Scottish Premier League

1989
- Scottish League Cup

1988